# Ankhesenpaaten Tasherit
Ankhesenpaaten Tasherit ("Ankhesenpaaten trẻ"), còn được viết là Ankhesenpaaten-ta-sherit, được cho là một công chúa Ai Cập cổ đại sống vào thời kỳ Vương triều thứ 18. Danh tính của công chúa này vẫn chưa rõ.

## Chứng thực
Cái tên Ankhesenpaaten Tasherit, tương tự như Meritaten Tasherit, chỉ được biết đến thông qua những phù điêu từ những công trình mà Pharaon Akhenaten cho xây tại Hermopolis. Do được đặt theo tên của Ankhesenpaaten, con gái thứ ba của Akhenaten, Ankhesenpaaten Tasherit được cho là con gái của công chúa này, nhưng không rõ cha là ai. Akhenaten được nhiều nhà Ai Cập học cho là đã loạn luân với hai người con gái là Meritaten và Ankhesenpaaten, nên đứa bé này có thể là con của Akhenaten. Ngoài ra, có thể cả Meritaten Tasherit và Ankhesenpaaten Tasherit đều là con của Meritaten với Smenkhkare, một pharaon mà cho tới nay vẫn chưa rõ danh tính thực hư.
Vì cả Meritaten Tasherit và Ankhesenpaaten Tasherit chỉ xuất hiện trong các văn bản nhắc đến người vợ thứ của Akhenaten là Kiya, nên nhiều người tin rằng, hai cái tên này thực chất chỉ là để thay thế tên người con gái của bà. Kiya cũng là một người phụ nữ bí ẩn do tên của bà đa phần đều bị xóa hoặc sửa thành tên người khác (nhất là tên của Meritaten và Ankhesenpaaten).